# Антон Ернст фон Йотинген-Шпилберг
Антон Ернст Йозеф Игнац фон Йотинген-Шпилберг (на немски: Anton Ernst Joseph Ignaz Fürst von Oettingen-Spielberg; * 12 февруари 1712 в Йотинген ин Байерн; † 23 май 1768 в Швенди, Горна Швабия) е 3. княз на Йотинген-Шпилберг, господар на Швенди (в окръг Биберах ан дер Рис) и Ахщетен в Баден-Вюртемберг.
Той е най-малкият син (13-о дете) на императорския кемерер, таен съветник и имперски дворцов съветник, 1. княз Франц Албрехт фон Йотинген-Шпилберг (1663 – 1737) и съпругата му фрайин Йохана Маргарета фон Швенди (1672 – 1727), наследничка на Швенди и Ахщетен, дъщеря на фрайхер Франц Игнац фон Швенди, господар на Хоенландсберг (1628 – 1686) и графиня Мария Маргарета Йохана Фугер цу Гльот (1650 – 1719). Брат е на 2. княз Йохан Алойз I фон Йотинген-Шпилберг (1707 – 1780).
Антон Ернст фон Йотинген-Шпилберг умира на 56 години на 23 май 1768 г. в Швенди.
Син му Йохан Алойз II наследява чичо си Йохан Алойз I.
До днес дворците Йотинген и Хиршбрун са собственост на линията Йотинген-Шпилберг.

## Фамилия
Антон Ернст фон Йотинген-Шпилберг се жени на 5 май 1754 г. в Мюнхен за графиня Мария Терезия Валпурга фон Валдбург-Цайл-Траухбург (* 25 май 1735; † 23 декември 1789), , дъщеря на имперския генерал-фелдвахтмайстер Фридрих Антон Марквард фон Валдбург-Траухбург-Кислег (1700 – 1744) и графиня Мария Каролина Зигисмунда фон Куенбург (1705 – 1782). Те имат десет деца:
- Йохана Каролина Йозефа Розалия Мария Валбурга Нотгера Кресценция Магдалена (* 7 февруари 1756; † 22 април 1828), неомъжена
- Франц Албрехт (* 4 февруари 1757, Швенди; † 13 юли 1758)
- Йохан Алойз II фон Йотинген-Йотинген и Йотинген-Шпилберг (* 16 април 1758 в Швенди, Горна Швабия; † 27 юни 1797 в Нойбург на Дунав), княз на Йотинген-Йотинген и Йотинген-Шпилберг, женен I. на 21 април 1783 г. в Регенсбург за принцеса Хенрика Каролина фон Турн и Таксис (* ок. 1762, Регенсбург; † 25 април 1784), II. на 7 май 1787 г. във Виена за Мария Алойзия Йозефа Антония Йохана Непомуцена Бенигна фон Ауершперг (* 21 ноември 1762; † 19 май 1825)
- Фридрих Антон (* 6 март 1759; † 30 април 1831, Йотинген), принц на Йотинген-Шпилберг, господар на Шведи, неженен
- Антон Ернст (* 2 май 1760; † 11 август 1761)
- Каролина Йозефа (* 1 ноември 1761; † 12 декември 1761)
- Мария Терезия Кресценция Йозефа Валпурга Нотгера (* 17 ноември 1763, Швенди близо до Биберах а.д.Рис; † 30 април 1837, Виена), омъжена на 13 септември 1784 г. в замък Хохалтинген за граф Франц Йозеф Мария Алойз Петер фон Вилцзек (* 4 октомври 1748, Виена; † 27 септември 1834, Зеебарн)
- Мария Кресценция Йозефа Нотгера (* 30 януари 1765; † 24 юли 1828, Виена), омъжена на 11 януари 1795 г. за 	граф Йозеф Йохан Фридрих фон Зайлерн и Ашпанг (* 25 август 1752, Виена; † 26 март 1838, Виена)
- Мария Валбурга (* 29 август 1766; † 8 май 1833), омъжена на 27 април 1788 г. в Йотинген за княз Карл Август фон и цу Бретценхайм (* 24 декември 1768; † 27 февруари 1823, Виена)
- Вилхелм Себастиан Вунибалд (* 30 януари 1768, Йотинген; † 17 януари 1769, Йотинген)